# Burg Hasištejn

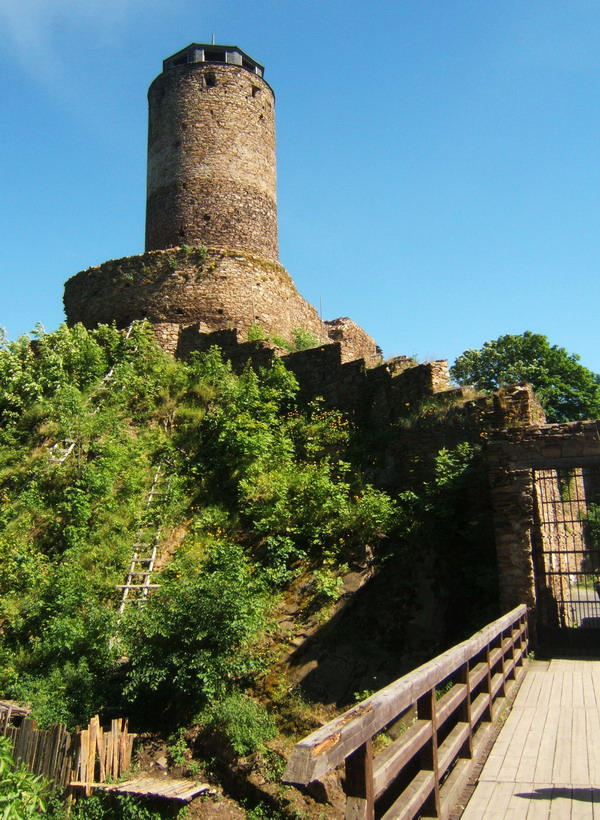
Burg Hassenstein mit Burggraben und Brücke

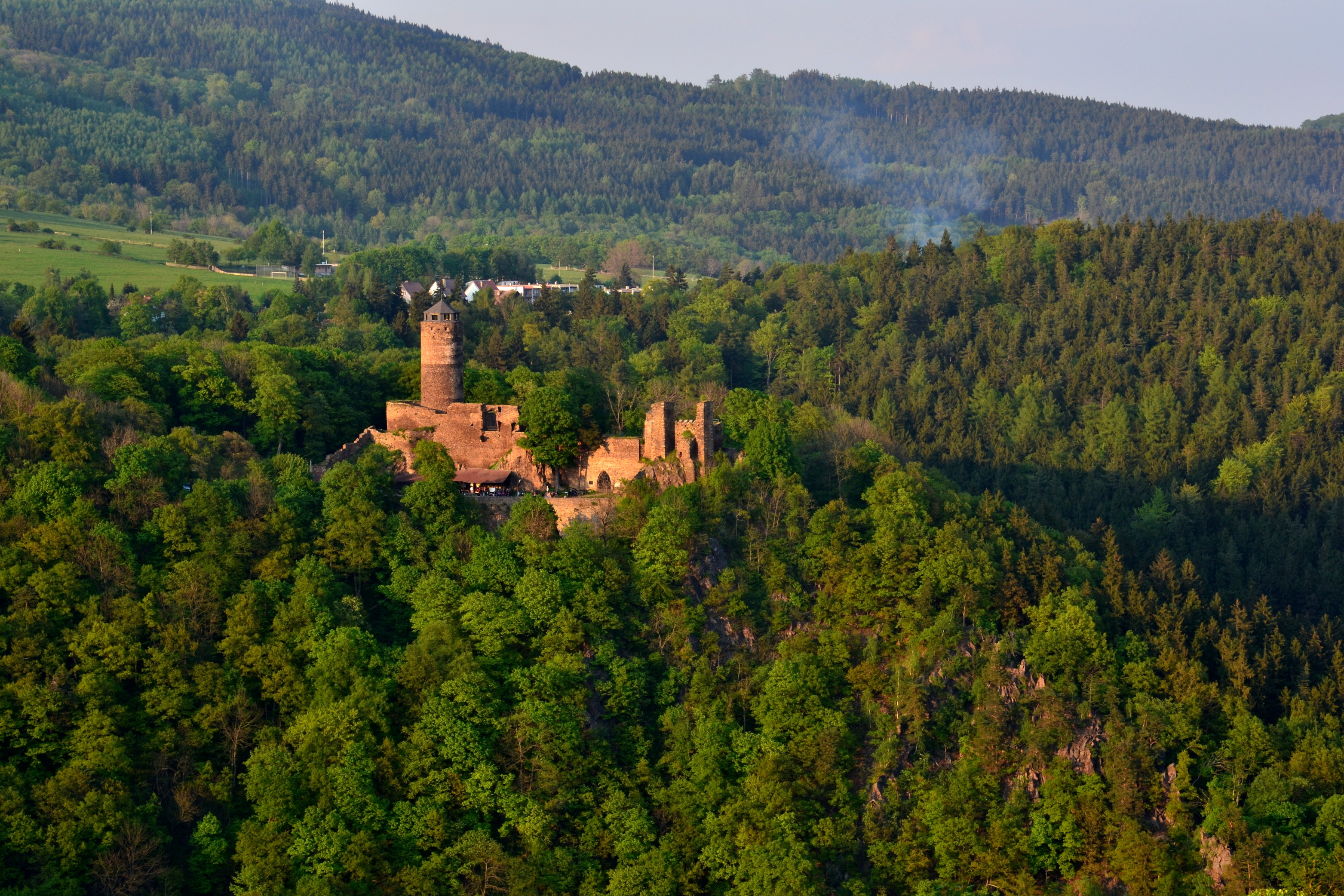
Panorama mit Tal des Brunnersdorfer Baches im Vordergrund

Die Burg Hasištejn (deutsch Hassenstein) liegt im böhmischen Teil des Erzgebirges auf 627 m n.m. Höhe über dem Städtchen Místo (Platz) im Bezirk Komotau. Sie ist eine der ältesten Burgen des Erzgebirges und war die Wirkungsstätte von Bohuslaus Lobkowicz von Hassenstein.

## Geschichte
Errichtet wurde die Burg zu Beginn des 14. Jahrhunderts, wohl im Jahr 1320. Wahrscheinlich schon Mitte des 12. Jahrhunderts stand an dieser Stelle eine Veste zum Schutz der Handelsstraße von Zwickau nach Kaaden und des Königreiches Böhmen. Erste schriftliche Nachricht über die einst königliche Burg findet sich in der Maiestas Carolina, worin König Johann der Blinde die Erbverhältnisse für den Fall seines Todes regelte. 1348 gelangte die Burg in Besitz der Herren von Schönburg.
Am 13. April 1348 wird ein Friedrich von Schönburg, Herr zu Hassenstein, mit der Stadt „Gythain“ (Geithain) belehnt.
Karl IV. verlieh den Schönburgern 1351 die Herrschaft Hassenstein mit den Städten Preßnitz (heute überflutet) und Schlettau. Am 20. Mai 1360 stellen die Landgrafen Friedrich und Balthasar von Thüringen für die einen Friedrich von Schönburg, Herr auf Hassenstein, einen Schutzbrief aus.
1417 ließ Wenzel IV. die Burg belagern, da der Burgherr Heinrich von Plauen auf Petschau im Bunde mit dem Raubritter Boresch von Riesenburg und Tista von Pfraumberg stand. Unter der Führung seines gleichnamigen Vetters, des Ordensritters Heinrich von Plauen und des Burgvogtes Liderius Horek, konnte die Burg geraume Zeit erfolgreich verteidigt werden. Erst mit der Unterstützung durch Nikolaus von Lobkowitz gelang 1420 die Einnahme und dieser wurde mit der Burg belehnt. Als er 1435 starb, teilten sich seine Söhne Nikolaus II. und Johann Popel das Erbe.
1437 klagen die Schönburger am böhmischen Hoflehngericht gegen Johann und Nikolaus von Lobkowitz auf Rückgabe der ihnen 1420 gewaltsam abgenommenen Burg. Die Klage war offenbar erfolglos.
1459 verlieh König Georg von Podiebrad Hassenstein die Bergfreiheit. Im gleichen Jahr erhob Friedrich III. die Brüder von Lobkowicz in den Reichsfreiherrnstand. Die Herrschaft Hassenstein umfasste zahlreiche Ortschaften in Sachsen und Böhmen, wie zum Beispiel Schlettau, Preßnitz oder die Dörfer um Kaaden, jedoch nicht die Stadt, die königlicher Besitz war.
Um 1600 war durch Tausch von Ländereien ein großer Teil der Herrschaft wieder in den Besitz der böhmischen Krone gelangt. 1606 betraf dies auch die Burg, die Kaiser Rudolf II. an Leonhard von Steinbach (Stampach) veräußerte, der jedoch nach der Schlacht am Weißen Berg enteignet und des Landes verwiesen wurde. Nach dem Ende der Hassensteiner Lobkowicz verfiel die Burg immer mehr, da die Stampach das Schloss in Hagensdorf (Ahníkov) bewohnten. Auch das vormalige Amt Hassenstein bestand nicht mehr. 1891 ließ der Besitzer Emanuel Karsch umfangreiche Sicherungs- und Renovierungsarbeiten an der seit 1634 als wüst bezeichneten Burg vornehmen. Auch sein gleichnamiger Sohn setzte die Arbeiten zur Erhaltung der Ruine fort. Die Herrschaft Hagensdorf, die ab 1773 mit Brunnersdorf vereinigt worden war, wurde 1927 im Zuge der tschechischen Bodenreform enteignet. Der Hassenstein sowie das Dominium waren bis 1945 im Privatbesitz der Familie Karsch, denen auch eine Brauerei und eine Konservenfabrik gehörte.

## Beschreibung

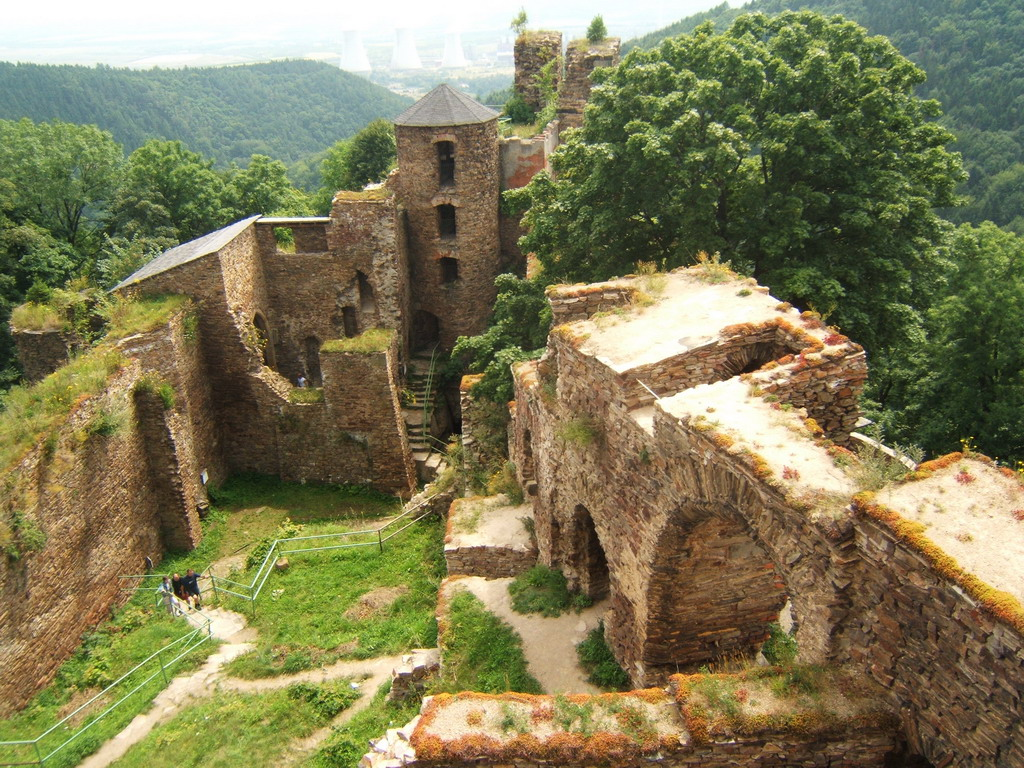
Blick über die Burg vom Bergfried

- Am Eingangstor befindet sich rechts eine Gaststätte, in der die Eintrittskarten verkauft werden.
- Im Hof vor der Burg führt eine Treppe zu einem riesigen Kellergewölbe. Gleich daneben hat am Wochenende ein Kiosk geöffnet.
- Die Burgkapelle vom Anfang des 14. Jahrhunderts besteht aus dem Längsschiff, das ursprünglich mit einem Kreuzrippengewölbe ausgestattet war, und einem viereckigen Presbyterium. Der Triumphbogen, der beide Räume trennt, besteht aus Sandsteinteilen sowie aus gotischen Formen. Anfang des 15. Jahrhunderts wurde in die verstärkte Südwand der Kapelle ein Treppenhaus eingebaut. Es ermöglichte den Zugang vom Schiff zur herrschaftlichen Tribüne über dem Eingang und weiter zum neuen Flügel des Palastes, entstanden durch einen Verbindungsbau zwischen Kapelle und altem Palast.
- Eine Wendeltreppe aus dem Ende des 15. Jahrhunderts führte wahrscheinlich in die Wohnräume über der Kapelle.
- Im Pflaster des Vorhofes ist eine Sandsteinrinne sichtbar, die als Unterlage keramischer Wasserrohre diente.
- Vom Bergfried hat man einen Ausblick auf Místo (Platz) und auf die Braunkohlenkraftwerke im Egertal.

## Persönlichkeiten
- Bohuslav Lobkowicz von Hassenstein (* 1461; † 1510 auf Hassenstein), Humanist, der die Burg zu einem kulturellen Zentrum Europas machte und auf Hassenstein die größte Privatbibliothek Böhmens besaß, die auch von Luther und Melanchthon genutzt wurde.
- Johann Wolfgang von Goethe besuchte am 9. September 1810 bei seinem Aufenthalt auf Schloss Eisenberg die Ruine und zeichnete sie. 1831 erinnerte er in seinem Tagebuch nochmals an diesen angenehmen Aufenthalt. Zur Erinnerung an seinen Besuch brachte der Erzgebirgszweigverein Komotau im September 1910 eine Tafel an.

## Besitzer
- 1348–1392 Friedrich von Schönburg († um 1364), ab 1351 gemeinsam mit Bernhard von Schönburg († 1392)
- 1392–1394 König Wenzel IV.
- 1394–1396 Fritzko (Friedrich) von Schönburg
- 1412–1418 Heinrich X. von Plauen auf Petschau und Königswart, Reichspfleger in Eger
- 1418–1435 Nikolaus Chudy von Lobkowicz
- 1435–1462 Nikolaus II. von Hassenstein-Lobkowicz
- 1462–1600 dessen Söhne Johann, Nikolaus III., Jaroslaw I. und Bohuslav gemeinsam, dann weiter in der Familie
- 1606–1622 Leonhard Stampach von Stampach
- 1623–1840 Pfalzgraf Jaroslav Borsita Graf von Martinitz und dessen Nachkommen
- 1840–1880 Karl Friedrich Otto Graf Wolkenstein-Trostburg und Nachkommen
- 1880–1891 Franz Preidl Edler von Hassenbrunn
- 1891–1945 sein Enkel Emanuel Karsch d. Ä. und Nachkommen
- ab 1945 staatlich

## Sagen
Es existieren mehrere Sagen zur Burg Hassenstein:
- Schön-Gutta von Hassenstein
- Die Schätze des Hassensteins